# Olenecamptus subobliteratus
Olenecamptus subobliteratus es una especie de escarabajo longicornio del género Olenecamptus, categorizada en la tribu Dorcaschematini, de la subfamilia Lamiinae. Fue descrita por Pic en 1923.

## Descripción
Mide 12-20 mm de longitud.

## Distribución
Se distribuye por China, Japón y Corea.